# Ernst Rudolph
Ernst Rudolph (* 15. August 1918 in Gladbeck; † 14. September 1986 in Köln) war ein deutscher Karambolagespieler in den Disziplinen Cadre und Dreiband.

## Karriere
Rudolph war 17-facher Deutscher Meister, zweifacher Vizeeuropameister und, in den 1950er und 1960er Jahren, ein bedeutender Spieler. Zusammen mit Walter Lütgehetmann, August Tiedtke, Siegfried Spielmann und später Dieter Müller war er, zu seiner Zeit, tonangebend in der deutschen Billardszene. Er ist der Vater des Dreiband-Weltmeisters Christian Rudolph. Die Leidenschaft fürs Billardspiel legte Vater Rudolph seinem Sohn quasi schon in die Wiege. Zu seiner Taufe schenkte er ihm den ersten Queue. In Köln betrieb er zwei Billardsalons, wo Vater und Sohn sich im Spiel übten.
Schon seine erste Teilnahme bei der Deutschen Meisterschaft (DM) im Cadre 45/2, in Hannover 1939, krönte er mit dem Titelgewinn. Im gleichen Jahr gewann er den ersten von 8 deutschen Meistertiteln im Dreiband. Seine zweite Teilnahme bei der Europameisterschaft (EM) in der Freien Partie, 1954 in Lissabon, brachte ihn auf den vierten Platz.
Bei der ersten DM, 1952, im Cadre 47/1 kam es, aufgrund vielfacher Absagen, nur zu einem Rumpfturnier. Es gab genau zwei Teilnehmer und so wurde ein Spiel auf 300 Punkte gespielt. Rudolph verlor gegen Gerd Thielens und war damit, als Silbermedaillengewinner, „Letzter“ des Turniers. Im folgenden Jahr wendete sich das Blatt und er konnte beide Meisterschaften gewinnen.
Bei der DM 1951 im Cadre 71/2 stand es im Spiel auf 300 Punkte 299:300 für Lütgehetmann. Rudolph hatte den Nachstoß und wollte ihn über zwei Banden abwickeln. Nach dem üblichen Vorschwingen lief, nach der zweiten Bande, der Ball aber knapp an Ball III vorbei. So wurde er hinter August Tiedtke nur Dritter des Turniers.
Seinen letzten Titel gewann Ernst Rudolph im Alter von 54 Jahren bei der 39. Deutschen Dreibandmeisterschaft 1972 in Westerholt.
Charakterlich galt er als ein ruhiger, beständiger und beharrlicher Spieler, der sich auch nach Niederlagen nicht aus dem Konzept bringen ließ und danach ein Turnier noch gewinnen konnte.

## Erfolge

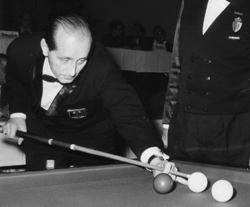
Ernst Rudolph

- Fünfkampf-Europameisterschaften für Nationalmannschaften:  1967
- Deutsche Meisterschaft (Freie Partie):  1952, 1954  1955, 1956[6]
- Deutsche Meisterschaft (Cadre 45/2 bzw. 47/2):  1939  1955, 1962, 1964  1952/1, 1952/2, 1953, 1958, 1961[7]
- Deutsche Meisterschaft (Cadre 47/1):  1953/1, 1953/2  1952, 1962[3]
- Deutsche Meisterschaft (Cadre 47/2):  1953, 1957, 1961  1953  1951[4]
- Deutsche Meisterschaft (Einband):  1963  1955, 1966  1953, 1956[8]
- Deutsche Dreiband-Meisterschaften:  1939, 1955, 1956, 1961/1, 1963, 1964, 1965, 1972  1952, 1953, 1959, 1967  1951, 1961, 1968[9]